# Gaadhoo
Gaadhoo is een van de bewoonde eilanden van het Laamu-atol behorende tot de Maldiven.

## Demografie
Gaadhoo telt (stand maart 2007) 212 vrouwen en 233 mannen.